# Ácaro del polvo
Los ácaros del polvo miden entre 0,2 y 0,5 mm y pertenecen a la subclase de los ácaros (dentro de la clase de los arácnidos), que habitan en casi todos los lugares del mundo, prefiriendo las zonas de clima templado y humedad relativa alta. Las especies más comunes son Dermatophagoides farinae, Dermatophagoides pteronyssinus y Euroglyphus maynei.
Uno de sus hábitats es el polvo del interior de las casas.

## Características
Los ácaros del polvo o ácaros domésticos son componentes de la familia Pyroglyphidae de la clase arácnidos (Arachnida) y familiares directos de las arañas y garrapatas. Son tan pequeños que sólo son visibles con un microscopio. Se desarrollan con facilidad en lugares húmedos y tibios.
Son muy persistentes y se multiplican mejor cuando existe una relativa humedad del aire de más o menos 75 - 80% y una temperatura de por lo menos 21 °C.
Son escasos en lugares secos y situados en altura y mueren cuando la humedad del aire baja de 40 -50%.
Se alimentan de escamas de la piel y proliferan en las fibras textiles, especialmente naturales: camas, alfombras, edredones de pluma, mantas, colchones de lana, vestuario, cortinas, almohadas y cojines, roperos, muebles, y asientos de automóviles. Sobreviven a la aspiradora, ya que cuentan con uñas como garfios en las patas, con las cuales se "agarran" o se sujetan al material correspondiente.
Los ácaros del polvo no muerden ni contagian enfermedades, serían calificados como inofensivos si no causaran en las personas alérgicas síntomas severos.
Su tamaño va de 0,28 mm de longitud (Euroglyphus maynei) a 0,40 mm (Dermatophagoides farinae).
Para la identificación exacta, se necesita por lo menos un aumento de 10x. A través de un microscopio, se ven muchos ácaros de forma ovalada, correteando alrededor y el uno sobre el otro. Tienen ocho patas peludas, no tienen ojos ni antenas, un grupo de aparatos bucales en la parte frontal del cuerpo (se asemeja a una cabeza) y una cáscara dura y traslúcida.

## Hábitat y alimentación
Dermatophagoides farinae es muy frecuente y abundante en el interior de hogares (alfombras, colchones, etc.).
Es la segunda especie más abundante globalmente, aunque es más abundante y frecuente en América del Norte que en Europa. Parece preferir climas más continentales y áridos que D. pteronyssinus. En España es muy abundante en las provincias mediterráneas.
Los ácaros del polvo doméstico sobreviven en todos los climas, incluso en altitudes elevadas. Prosperan en los ambientes interiores proporcionados por los hogares, especialmente en dormitorios y cocinas. Sobreviven bien en los colchones, alfombras, muebles y ropa de cama, con cifras de alrededor de 188 individuos / g de polvo. Incluso en climas secos, los ácaros del polvo doméstico sobreviven y se reproducen con facilidad en las camas (especialmente en las almohadas), derivando la humedad de la humedad generada por la respiración humana, sudor y la saliva.
Los ácaros del polvo consumen pequeñas partículas de materia orgánica. Como todos los ácaros, los ácaros del polvo doméstico tienen un intestino simple, no tienen estómago, sino más bien "divertículos", que son sacos o bolsas que desvían de los órganos huecos. Al igual que muchos animales descomponedores, seleccionan los alimentos que han sido pre-descompuestos por los hongos.
La introducción en los últimos 50 años de cambios en la forma de construcción de las casas y en los hábitos de limpieza, han potenciado la proliferación de los ácaros del polvo doméstico: la utilización de moquetas, la introducción del uso de aspiradores (los ácaros son aerosolizados cuando se pasa la aspiradora), la calefacción central, los sistemas centralizados de ventilación y humidificación para ahorrar energía, el mayor tiempo de permanencia dentro de la casas, entre otros.

## Mitos y conceptos erróneos
Se cree comúnmente que el detritus acumulado de los ácaros del polvo puede aumentar considerablemente el peso de los colchones y almohadas. Si bien es cierto que la materia fecal de los ácaros del polvo se incrementará con el tiempo, no hay evidencia científica para estas afirmaciones.
A los alérgicos y los asmáticos a menudo se les aconseja evitar almohadas y edredones de plumas y lana, debido a la supuesta presencia cada vez mayor del alérgeno de los ácaros del polvo (Der p I). Lo contrario, sin embargo, es cierto. Un estudio de 1996 del British Medical Journal ha puesto de manifiesto que las almohadas de fibra de poliéster que figuran más de 8 veces el peso total de Der p I y 3,57 veces más microgramos de Der p I por gramo de polvo fino de almohadas de plumas.

## Ciclo vital
El ciclo de vida media de un ácaro del polvo doméstico masculino es de 10 a 19 días. Un acoplado de ácaros del polvo doméstico femenino puede durar hasta 70 días, poniendo de 60 a 100 huevos en las últimas 5 semanas de su vida. En un período de vida de 10 semanas, un ácaro del polvo doméstico produce cerca de 2.000 partículas de heces y un número aún mayor de partículas de polvo parcialmente digeridos por enzimas cubiertas.

## Alergia
Induce sensibilización alérgica (asma, dermatitis) en pacientes por inhalación de sus alérgenos, de los que se han caracterizado siete, siendo los principales Der f1 (glicoproteína procedente de las excretas del ácaro) y Der p2 (proteína procedente del cuerpo del ácaro). Presenta una reactividad cruzada alta con D. pteronyssinus, D. microceras y E. maynei.
Las deposiciones de estos ácaros y diversas partes de su cuerpo contienen las partículas que al volatilizarse y tomar contacto con la mucosa (revestimiento interno) nasal o bronquial producirán en éstas una inflamación que derivará en rinitis alérgica y/o en asma bronquial. A diferencia de los pólenes, su estacionalidad es menos notoria y se los encuentra presentes todo el año, sobre todo en zonas húmedas como la costa donde su concentración (salvo excepciones) es mucho mayor que en lugares del interior donde el clima es más seco. A pesar de esta diferencia entre la costa y las zonas más secas, es también frecuente registrarlos en ciudades de interior si las casas son húmedas o existen en ellas condiciones que favorezcan su crecimiento como son alfombras, peluches, libros, plantas de interior, etc.
La reacción alérgica del paciente es ocasionada por el huevo y las heces del ácaro. Las heces fecales son tan livianas y minúsculas, que al caminar sobre la alfombra, al pasar la aspiradora o al sacudir la cama, son lanzadas al aire inmediatamente y al respirar estas partículas una persona alérgica, se desencadena dicha reacción. Se estima que el número promedio de ácaros por gramo de polvo es de 100 a 500. También se han contado hasta 19.000 ácaros por gramo. Cada ácaro produce aproximadamente 10- 20 partículas de heces al día. El ciclo de vida del huevo hasta un ácaro adulto dura 30 días. Cada ácaro hembra fértil puede hacer crecer la población cada 4 semanas a 25 a 30. 
Los sistemas de calefacción agudizan el problema, ya que en ellos las partículas junto con el polvo seco se reparten en el aire de la habitación. En verano los síntomas se pueden atenuar, ya que se pasa más tiempo fuera de la casa y la calefacción está apagada lo que resulta en que el aire que circula la habitación tiene menos partículas.
Se estima que los ácaros del polvo pueden ser un factor de 50 a 80% de los casos de asma, así como en innumerables casos de eczema, fiebre del heno y otras enfermedades alérgicas.
La temporada de los ácaros del polvo es bastante errática. Puede ser más alto en el verano en muchos climas debido a la calidez y una humedad más alta. Pero las personas que son sensibles a los ácaros del polvo a menudo tienen síntomas todo el año. Y en el invierno, cuando las personas pasan más tiempo dentro de casa y mantienen las ventanas y puertas cerradas, las partículas de los ácaros del polvo están a menudo todavía en la casa, y todavía puede ser un problema.

### Síntomas
Los síntomas habituales son de tipo respiratorio en la naturaleza, no suele ser una erupción. Sin embargo, hay informes de una erupción de color rojo alrededor del cuello. Las proteínas que inducen resuello son los jugos digestivos del estómago que son alérgenos potentes. Una exposición a los ácaros en el primer año de una vida de un infante puede provocar una alergia de por vida.

### Tratamiento
En la actualidad, la mejor forma de tratamiento para las alergias a los ácaros del polvo consiste en evitar los ácaros del polvo y sus alérgenos en combinación con medicamentos como los antihistamínicos, corticosteroides o salbutamol. Hay que controlar los niveles de ácaros del polvo. El entorno de las camas es óptimo para la mayoría de los ácaros del polvo, y los estudios comparativos han demostrado que la densidad de los ácaros del polvo en los colchones que en promedio mayor que 2500/gram de polvo. Limpiar las camas no elimina los alérgenos, sino que los mezcla con el aire y aumenta su volatilidad. Algunas camas de polietileno son beneficiosas, ya que hacen que el ambiente sea difícil para los ácaros del polvo. La ropa de cama también debe ser transpirable y ser capaz de soportar el lavado frecuente. Un plan de reducción de alérgenos ha sido reconocida como una parte esencial de la gestión de los síntomas del asma. y por lo tanto todos los aspectos del ambiente del hogar deben ser considerados (pasar la aspiradora adecuada, el uso de filtros de aire, etc.). La Fundación de Asma y Alergia de América, así como la Sociedad de Asma de Canadá certifican los productos que pueden ser utilizados en un plano de la casa de reducción de alérgenos en un programa llamado Asthma and Allergy Friendly.

### Medidas de control
- Mantener la casa limpia: Los ácaros del polvo, polen, caspa de animales, y otros síntomas de alergia activa se puede reducir, aunque no se elimina mediante la limpieza regular.
- Limpiar cuidadosamente con aspiradores con filtros HEPA (filtros de alta captación) una vez por semana. Durante la limpieza es preferible que el paciente no esté presente, volviendo una hora más tarde.
- Lavar las fundas de almohada y las sábanas una vez por semana. Los ácaros del polvo pueden ser eliminados por el agua a 55 grados Celsius (131 °F) o más caliente. Utilice detergentes hipoalergénicos para ayudar a eliminar los ácaros del polvo. También se puede matar por congelación.
- Mantener los niveles de humedad relativa por debajo del 50 por ciento. Los ácaros de polvo así como otros alérgenos prosperan sobre la alta humedad. Las casas con aire acondicionado constantemente tienen menor número de ácaros.
- Utilizar purificadores de aire, que eliminan los ácaros, restos de ácaros y sus deposiciones flotantes en el aire.
- Utilizar un filtro de aire de alta eficiencia. La mayoría de los filtros de aire ordinario baratos no son capaces de capturar los ácaros y sus productos derivados. También se debe buscar un filtro que tiene propiedades antimicrobianas, para evitar que el filtro se convierta en un caldo de cultivo para los alérgenos. Los filtros que se hacen llamar "lavables" debe evitarse, ya que simplemente no es posible lavar el 100% de los contaminantes biológicos fuera de ellos y también puede convertirse en un caldo de cultivo para los microbios.
- Usar una fundas de almohada, colchón y edredón contra alérgenos. Los ácaros del polvo se arrastran, avanzan lentamente y provocan alergias mientras se duerme. Son la principal fuente de alérgenos en el hogar, y el caldo de cultivo principal de estos habitantes microscópicos y de interior es en almohadas y colchones,[10] el ambiente cálido y húmedo donde las personas pasan un tercio de su vida.
- Colocar los objetos pequeños que acumulan polvo en armarios cerrados o cajones. Evitar los muñecos de peluche.
- Colocar la ropa en armarios cerrados.
- Limpiar, sin levantar polvo, con un trapo húmedo o bien con bayetas especiales.
- Congelar los muñecos, peluches y todo lo que no se pueda lavar a más de 55 °C. La congelación mata los ácaros, pero no elimina los restos de los mismos, ni sus deposiciones. Lo ideal es congelar y después lavar a más de 55 °C.
- Usar aceites esenciales con propiedades antiácaros: canela (hoja y corteza), lemongrass y menta piperita, lavanda...
- Se puede utilizar periódicamente un acaricida cada tres meses sobre todo en el caso de continuar con alfombras, cortinas, muebles tapizados.

### Elección de apartamentos, pisos e instalaciones
- Evitar pisos con sótanos. Los dormitorios deberán estar en pisos superiores.
- Todos los pisos deberían tener los suelos pulidos y las alfombras deberán ser fácilmente desplazables.
- Deberán evitarse las sillas y sofás tapizados.
- Asegurarse que los filtros que están colocados en la calefacción central y el aire acondicionado están limpios.

## Erradicación
El octaborato disódico tetrahidratado en polvo se utiliza a menudo para erradicar los ácaros del polvo doméstico.
Un simple lavado eliminará la mayoría de los desechos. La exposición a temperaturas superiores a 60 grados Celsius (140 °F) por un período de una hora o la exposición a temperaturas por debajo de 0 grados Celsius (32,0 °F) normalmente es fatal a los ácaros del polvo, una humedad relativa de menos del 50 por ciento también puede ser fatal. Los ácaros del polvo se reproducen con una rapidez suficiente como para que sus efectos sobre la salud humana puedan ser importantes.
Como a los ácaros del polvo les gustan los muebles cálidos y los materiales suaves, abundan en las camas, sofás, alfombras, cortinas, cojines y juguetes. El lavado no quitará por completo todos los ácaros ni sus excrementos; sin embargo, se eliminará al menos el 90%. Lo mejor es tener una casa sin alfombras, sin lana y sin plumas, cuando los ácaros del polvo, o cualquier plaga, sea peligrosa para una persona (por ejemplo, a causa de su alergia). Las superficies planas son más fáciles de limpiar y de vaciar. Si una persona es alérgica a los ácaros del polvo, debería utilizar colchones antiácaros, colchones que impidan las plagas o fundas especiales, de venta en tiendas especializadas, para los colchones y las almohadas que impiden el paso de los ácaros y sus excrementos a través de ellas. Sin embargo, lo mejor es limpiar bien la casa (todos los rincones), lavar, secar y vaciar con frecuencia, a pesar de su coste.